# Kurt Bornitz
Kurt Bornitz (* 8. Februar 1899 in Kölleda; † im Januar 1945 in Breslau) war ein deutscher evangelischer Pfarrer, Gegner des Nationalsozialismus und NS-Opfer.

## Leben
Bornitz entstammte einer preußischen Beamtenfamilie. Sein Vater war Königlicher Steuersekretär. Er erlangte nach dem Besuch der Volksschule und des Gymnasiums die Hochschulreife. Als Heranwachsender war er in der „Freideutschen Jugend“ organisiert. 1919 studierte er Evangelische Theologie in Jena und Rostock. Nach dem Ersten und Zweiten Theologischen Examen wurde er zum Pfarrer ordiniert. Seit 1929 hatte er, als Kollege von Paul Viebig, eine Stelle an der Pauluskirche in Breslau inne. Während der Zeit des Zweiten Weltkrieges hielt er auch Vertretungsdienste in der Kirchengemeinde Militsch. Zeitgenossen beschrieben ihn als einen freimütigen und offenen Charakter, der kein Hehl aus seiner Ablehnung des NS-Staates machte. Zudem sammelte ein im selben Haus wohnender Gestapo-Beamter Belastendes über Bornitz. Die NSDAP veranlasste schließlich, ihn zur Wehrmacht einzuziehen, um ihm sein Wirkungsfeld zu nehmen. Während eines Fronturlaubs soll er eine Predigt gehalten haben, in der seine Ablehnung des Hitler-Regimes klar zum Ausdruck kam. Auch gegenüber einem SS-Mann soll er ein seelsorgerliches Gespräch geführt haben, in dem er die Unmenschlichkeiten der SS in den Konzentrationslagern ansprach. Anfang 1945 erhielt Bornitz Sonderurlaub von seiner Truppe, die gerade aus dem Balkan zurückgezogen wurde. In diesem Zusammenhang wurde Bornitz auf Anordnung der Gestapo von zwei jungen SS-Männern erschossen. Das teilte die Ehefrau des Ermordeten 1948 mit, der die Nachricht durch eine Nonne überbracht worden war. Diese hatte dazu den Auftrag eines katholischen Priesters erhalten, dem die SS-Männer ihre Tat gebeichtet hatten.